# Interactive Connectivity Establishment
Interactive Connectivity Establishment (ICE) ist ein Begriff aus der Netzwerktechnik.
Die im RFC 8445 spezifizierte Methode zum NAT-Traversal erleichtert es, direkte Verbindungen zwischen vernetzten Computern aufzubauen. Dieser mit der Entstehung des Internets möglich gewordene freie Austausch digitaler Daten kann z. B. durch Zensurbestrebungen oder technische Limitierungen – ein Beispiel für diese ist der knappe IPv4-Adressraum – erschwert sein. ICE ermöglicht es, durch Firewalls und Router getrennte Hosts direkt miteinander kommunizieren zu lassen, und nutzt dazu bereits etablierte Techniken wie STUN und TURN. Ein typischer Anwendungsfall ist das für die Internet-Telefonie wichtige Session Initiation Protocol (SIP).
Bei der Verwendung von ICE werden für die Anwendungen, die direkt miteinander kommunizieren wollen, potenziell geeignete Candidate Transport Addresses ermittelt und die durch diese ermöglichten Verbindungen getestet. Fällt der Test positiv aus, können die Anwendungen diese Verbindung dann im Sinne einer Peer-to-Peer-Verbindung nutzen. ICE funktioniert dabei unabhängig von der Anzahl und Art der eingesetzten NATs.